# ジャグダチ区
ジャグダチ区、または加格達奇区(ジャグダチく、中文表記: 加格达奇区）は中華人民共和国黒竜江省大興安嶺地区に位置する区。
中華人民共和国民政部の行政区画データにおいては内モンゴル自治区フルンボイル市オロチョン自治旗の一部として扱われている。

## 地理
黒竜江省北西部、大興安嶺山脈東南麓、内モンゴル自治区オロチョン自治旗内に位置する。西南ではオロチョン自治旗と、北東では松嶺区と接している。区の北西から南東にかけ、甘河が流れている。

## 歴史
区名はオロチョン語で「松のある場所」を意味する。古くはこの地区一帯は原生林が広がりオロチョン族が狩猟を行う地区であり、内モンゴル自治区オロチョン自治旗の管轄とされていた。
1964年2月10日、中国政府は大興安嶺地区の林業開発を決定、同年8月10日に大興安嶺特区を設立し、ジャグダチ区に行政組織を設置した。その後の急激な人口増加と工業化により、1968年にはジャグダチ鎮が設置され、更に1970年2月21日には大興安嶺特区革命委員会によりジャグダチ区が設立され、同年4月より大興安嶺地区の管轄となった。

## 行政区画
下部に4街道、2鎮、2郷、1林業局を管轄：
- 街道弁事処：衛東街道、紅旗街道、曙光街道、光明街道

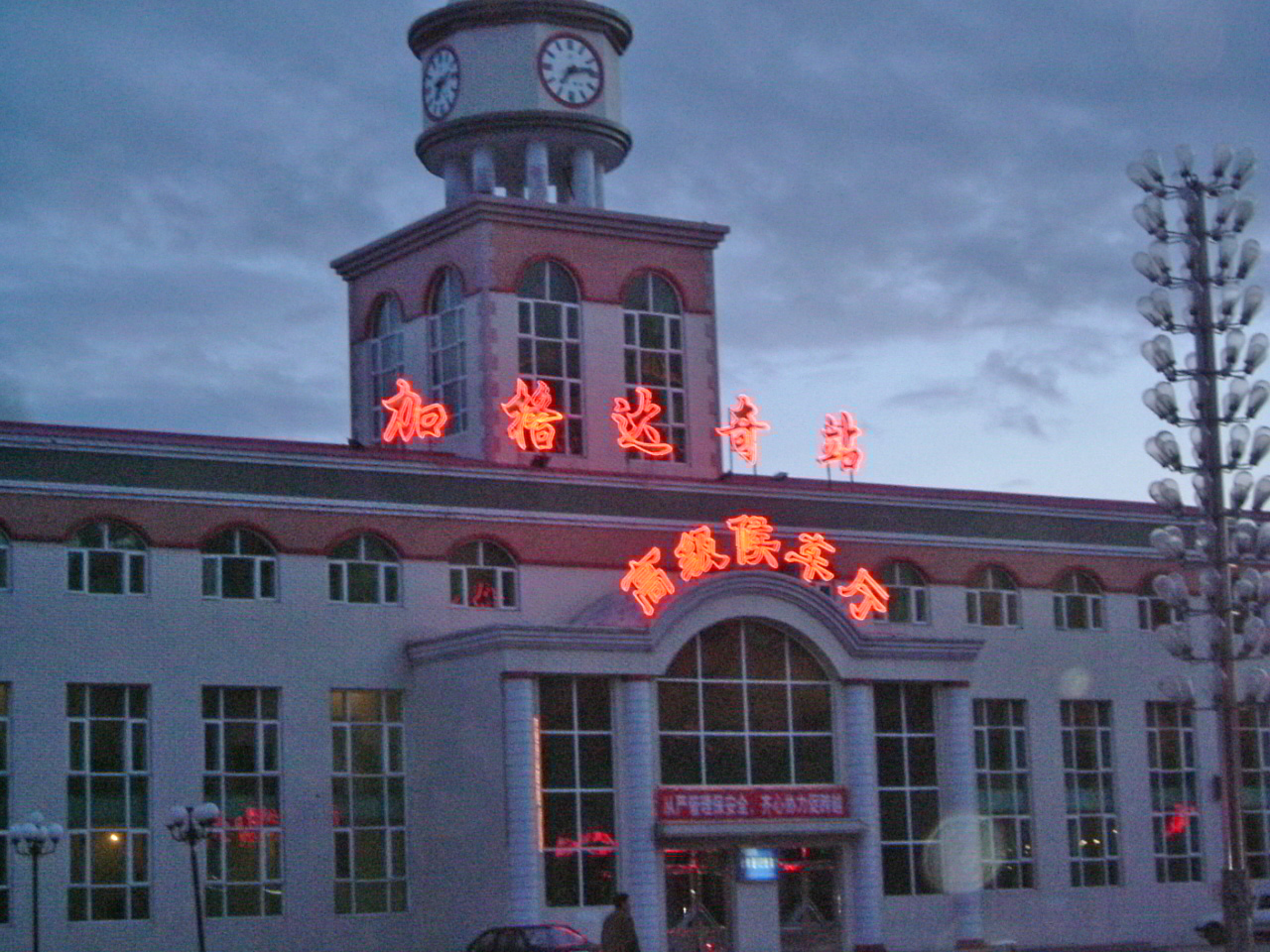
ジャグダチ駅（夕景）

- 鎮：東山鎮、長虹鎮
- 郷：加北郷、白樺郷
- 林業局：ジャクダチ林業局

## 交通

### 航空
- 大興安嶺・オロチョン空港
(ジャグダチ空港)

### 鉄道
- 中国国家鉄路集団
  - 中国鉄路ハルビン局集団公司
    - 富西線（チチハル方面）- 白樺排駅（中国語版） - 加南駅（中国語版） - ジャグダチ駅 - 松樹林駅（中国語版） -（漠河方面）
    - 伊加線（伊図里河方面）- ジャグダチ駅

### 道路
- 国道
  -  G111国道（中国語版）
- 省道
  -  207省道
  -  301省道
- 県道
  -  191県道

## 健康・医療・衛生
- ジャグダチ区人民医院
- ジャグダチ区婦幼保健站